# Chesterhill

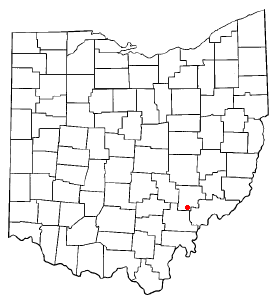
Chesterhill na planie stanu Ohio

Chesterhill – wieś w USA, w stanie Ohio w hrabstwie Morgan.
Liczba mieszkańców w 2010 roku wynosiła 289, a w roku 2012 wynosiła 287.